# Сезар (кінопремія, 2011)
36-та церемонія вручення нагород премії «Сезар» Академії мистецтв та технологій кінематографа за заслуги у царині французького кінематографу за 2010 рік відбулася 25 лютого 2011 року в театрі Шатле (Париж, Франція). Номінанти були оголошені 21 січня 2011 року.
Церемонія проходила під головуванням американської акторки Джоді Фостер, розпорядником та ведучим виступив французький телеведучий та актор Антуан де Кон. Найкращим фільмом визнано стрічку Про людей і богів режисера Ксав'є Бовуа.

## Статистика
Фільми, що отримали декілька номінацій:
| Фільм                                                  | Номінації | Перемоги |
| ------------------------------------------------------ | --------- | -------- |
| • Про людей і богів / Des hommes et des dieux          | 11        | 3        |
| • Примара / The Ghost Writer                           | 8         | 4        |
| • Генсбур. Герой і хуліган / Gainsbourg (Vie héroïque) | 8         | 3        |
| • Принцеса де Монпансьє / La princesse de Montpensier  | 7         | 1        |
| • Турне / Tournée                                      | 7         | -        |
| • Серцеїд / L'arnacoeur                                | 5         | -        |
| • Імена людей / Le nom des gens                        | 4         | 2        |
| • Відчайдушна домогосподарка / Potiche                 | 4         | -        |
| • Карлос / Carlos                                      | 3         | 1        |
| • Шурхіт кубиків льоду / Le bruit des glaçons          | 3         | 1        |
| • Все те, що виблискує / Tout ce qui brille            | 3         | 1        |
| • Океани (док.) / Océans                               | 3         | 1        |
| • Останній Мамонт Франції / Mammuth                    | 3         | -        |
| • Дерево / The Tree                                    | 3         | -        |

## Список лауреатів та номінантів
★Переможців виділено окремим кольором.

### Основні категорії
| Категорії                        | Лауреати та номінанти | Лауреати та номінанти                                                          |
| -------------------------------- | --- | ------------------------------------------------------------------------------ |
| Найкращий фільм                  | ★ «Про людей і богів» / Des hommes et des dieux (реж.: Ксав'є Бовуа)                                                                       | ★ «Про людей і богів» / Des hommes et des dieux (реж.: Ксав'є Бовуа)           |
| Найкращий фільм                  | • «Примара» / The Ghost Writer (реж.: Роман Полянський)                                                                                    |                                                                                |
| Найкращий фільм                  | • «Генсбур. Герой і хуліган» / Gainsbourg (Vie héroïque) (реж.: Жоанн Сфар)                                                                |                                                                                |
| Найкращий фільм                  | • «Серцеїд» / L'arnacoeur (реж.: Паскаль Шомей)                                                                                            |                                                                                |
| Найкращий фільм                  | • «Імена людей» / Le nom des gens (реж.: Мішель Леклерк)                                                                                   |                                                                                |
| Найкращий фільм                  | • «Турне» / Tournée (реж.: Матьє Амальрік)                                                                                                 |                                                                                |
| Найкращий фільм                  | • «Останній Мамонт Франції» / Mammuth (реж.: Бенуа Делепін та Гюстав де Керверн)                                                           |                                                                                |
| Найкраща режисерська робота      | | ★ Роман Полянський за фільм «Примара»                                          |
| Найкраща режисерська робота      | • Олів'є Ассаяс — «Карлос» |                                                                                |
| Найкраща режисерська робота      | • Матьє Амальрік — «Турне» |                                                                                |
| Найкраща режисерська робота      | • Бертран Бліє — «Шурхіт кубиків льоду» |                                                                                |
| Найкраща режисерська робота      | • Ксав'є Бовуа — «Про людей і богів» |                                                                                |
| Найкращий актор                  | | ★ Ерік Ельмосніно — «Генсбур. Герой і хуліган» (за роль Сержа Генсбура)        |
| Найкращий актор                  | • Ромен Дюріс — «Серцеїд» (за роль Алекса Ліппі)                                                                                           |                                                                                |
| Найкращий актор                  | • Жерар Депардьє — «Останній Мамонт Франції» (за роль Сержа Пілардосса)                                                                    |                                                                                |
| Найкращий актор                  | • Ламбер Вільсон — «Про людей і богів» (за роль Крістіана)                                                                                 |                                                                                |
| Найкращий актор                  | • Жак Гамблен — « Імена людей» |                                                                                |
| Найкраща акторка                 | | ★ Сара Форестьє — «Імена людей» (за роль Баії)                                 |
| Найкраща акторка                 | • Шарлотта Ґенсбур — «Дерево» (за роль Доні)                                                                                               |                                                                                |
| Найкраща акторка                 | • Катрін Денев — «Відчайдушна домогосподарка» (за роль Сюзанн Пюжоль)                                                                      |                                                                                |
| Найкраща акторка                 | • Ізабель Карре — «Закохані невротики» (за роль Анжелики)                                                                                  |                                                                                |
| Найкраща акторка                 | • Крістін Скотт Томас — «Її ім'я Сара» (за роль Джулії)                                                                                    |                                                                                |
| Найкращий актор другого плану    | | ★ Майкл Лонсдейл — «Про людей і богів» (за роль Люка)                          |
| Найкращий актор другого плану    | • Жиль Лелуш — «Маленькі секрети» (за роль Эрика)                                                                                          |                                                                                |
| Найкращий актор другого плану    | • Франсуа Дам'єн — «Серцеїд» (за роль Марка)                                                                                               |                                                                                |
| Найкращий актор другого плану    | • Нільс Ареструп — «Людина, яка хотіла залишатися собою» (за роль Бартоломе)                                                               |                                                                                |
| Найкращий актор другого плану    | • Олів'є Рабурден — «Про людей і богів» (за роль Крістофа)                                                                                 |                                                                                |
| Найкраща акторка другого плану   | | ★ Анн Альваро — «Шурхіт кубиків льоду» (за роль Луїзи)                         |
| Найкраща акторка другого плану   | • Летиція Каста — «Генсбур. Герой і хуліган» (за роль Бріжит Бардо)                                                                        |                                                                                |
| Найкраща акторка другого плану   | • Валері Боннетон — «Маленькі секрети» (за роль Вероніки Кантари)                                                                          |                                                                                |
| Найкраща акторка другого плану   | • Жулі Ферьє — «Серцеїд» (за роль Мелані)                                                                                                  |                                                                                |
| Найкраща акторка другого плану   | • Карін Віар — «Відчайдушна домогосподарка» (за роль Надеж Дюмолін)                                                                        |                                                                                |
| Найперспективніший актор         | | ★ Едгар Рамірес — «Карлос» (за роль Карлоса)                                   |
| Найперспективніший актор         | • Артур Дюпон — «Автобус „Палладіум“» (за роль Маню)                                                                                       |                                                                                |
| Найперспективніший актор         | • Піо Мармай — «Кохання і свіжа вода» (за роль Бена)                                                                                       |                                                                                |
| Найперспективніший актор         | • Грегуар Лепренс-Ренге — «Принцеса де Монпансьє» (за роль принца Філпа де Монпансьє)                                                      |                                                                                |
| Найперспективніший актор         | • Рафаель Персонас — «Принцеса де Монпансьє» (за роль герцога Анжуйського)                                                                 |                                                                                |
| Найперспективніша акторка        | | ★ Лейла Бехті — «Все те, що виблискує» (за роль Ліли)                          |
| Найперспективніша акторка        | • Яхіма Торрес — «Чорна Венера» (за роль Саарті Баартман)                                                                                  |                                                                                |
| Найперспективніша акторка        | • Анаїс Демустьє — «Любов і свіжа вода» (за роль Жулі Батай)                                                                               |                                                                                |
| Найперспективніша акторка        | • Леа Сейду — «Прекрасна заноза» (за роль «Розсудливість Фрідмана»)                                                                        |                                                                                |
| Найперспективніша акторка        | • Одрі Ламі — «Все те, що виблискує» (за роль Кароль)                                                                                      |                                                                                |
| Найкращий адаптований сценарій   | ★ Роберт Гарріс, Роман Полянський — «Примара»                                                                                              | ★ Роберт Гарріс, Роман Полянський — «Примара»                                  |
| Найкращий адаптований сценарій   | • Джулі Бертучеллі, Елізабет Дж. Марс, Джуді Паскоу — «Дерево»                                                                             |                                                                                |
| Найкращий адаптований сценарій   | • Франсуа Озон, П'єр Барілле, Жан-П'єр Гредін — «Відчайдушна домогосподарка»                                                               |                                                                                |
| Найкращий адаптований сценарій   | • Еммануель Берко, Бернард Жанжан, Стефані Кабель, Ерік Лартіґо, Лорен де Бартілья, Дуглас Кеннеді — «Людина, яка хотіла залишатися собою» |                                                                                |
| Найкращий адаптований сценарій   | • Жан Космо, Франсуа-Олів'є Руссо, Бертран Таверньє, Мадам де ла Файєтт — «Принцеса де Монпансьє»                                          |                                                                                |
| Найкращий сценарій               | ★ Бая Касмі, Мішель Леклерк — «Імена людей»                                                                                                | ★ Бая Касмі, Мішель Леклерк — «Імена людей»                                    |
| Найкращий сценарій               | • Матьє Амальрік, Філіп Ді Фолько, Том Ґіллоу, Марсело Новей Телес, Рафаель Вальбруне — «Турне»                                            |                                                                                |
| Найкращий сценарій               | • Густав де Керверн, Бенуа Делепін — «Останній Мамонт Франції»                                                                             |                                                                                |
| Найкращий сценарій               | • Бертран Бліє — «Шурхіт кубиків льоду» |                                                                                |
| Найкращий сценарій               | • Етьєн Комар, Ксав'є Бовуа — «Про людей і богів»                                                                                          |                                                                                |
| Найкраща музика до фільму        | ★ Александр Деспла — «Примара» | ★ Александр Деспла — «Примара»                                                 |
| Найкраща музика до фільму        | • Бруно Куле — «Океани» |                                                                                |
| Найкраща музика до фільму        | • Грегуар Гецель — «Дерево» |                                                                                |
| Найкраща музика до фільму        | • Тоні Ґатліф та Дельфін Мантуле — «Сам по собі»                                                                                           |                                                                                |
| Найкраща музика до фільму        | • Ярол Попад — «Bus Palladium» |                                                                                |
| Найкраща музика до фільму        | • Філіп Сард — «Принцеса де Монпансьє» |                                                                                |
| Найкращий монтаж                 | ★ Ерве Де Люс — «Примара» | ★ Ерве Де Люс — «Примара»                                                      |
| Найкращий монтаж                 | • Люк Барньє, Маріон Монньє — «Карлос» |                                                                                |
| Найкращий монтаж                 | • Марилін Монтьє — «Генсбур. Герой і хуліган»                                                                                              |                                                                                |
| Найкращий монтаж                 | • Аннетт Дютертрі — «Турне» |                                                                                |
| Найкращий монтаж                 | • Марі-Жулі Майє — «Про людей і богів» |                                                                                |
| Найкраща операторська робота     | ★ Кароліна Шанпетьє — «Про людей і богів»                                                                                                  | ★ Кароліна Шанпетьє — «Про людей і богів»                                      |
| Найкраща операторська робота     | • Крістоф Бокарн — «Турне» |                                                                                |
| Найкраща операторська робота     | • Павел Едельман — «Примара» |                                                                                |
| Найкраща операторська робота     | • Бруно де Кайзер — «Принцеса де Монпансьє»                                                                                                |                                                                                |
| Найкраща операторська робота     | • Гійом Шифман — «Генсбур. Герой і хуліган»                                                                                                |                                                                                |
| Найкращі декорації               | ★ Г'ю Тіссандьє — «Надзвичайні пригоди Аделі»                                                                                              | ★ Г'ю Тіссандьє — «Надзвичайні пригоди Аделі»                                  |
| Найкращі декорації               | • Альбрехт Конред — «Примара» |                                                                                |
| Найкращі декорації               | • Крістіан Марті — «Генсбур. Герой і хуліган»                                                                                              |                                                                                |
| Найкращі декорації               | • Гай-Клод Франсуа — «Принцеса де Монпансьє»                                                                                               |                                                                                |
| Найкращі декорації               | • Мішель Бартелемі — «Про людей і богів»                                                                                                   |                                                                                |
| Найкращий дизайн костюмів        | ★ Каролін Де Вівез — «Принцеса де Монпансьє»                                                                                               | ★ Каролін Де Вівез — «Принцеса де Монпансьє»                                   |
| Найкращий дизайн костюмів        | • Олів'є Беріо — «Надзвичайні пригоди Аделі»                                                                                               |                                                                                |
| Найкращий дизайн костюмів        | • Алісія Крісп-Джонс — «Турне» |                                                                                |
| Найкращий дизайн костюмів        | • Паскалін Шаванн — «Відчайдушна домогосподарка»                                                                                           |                                                                                |
| Найкращий дизайн костюмів        | • Маріель Робо — «Про людей і богів» |                                                                                |
| Найкращий звук                   | ★ Данієль Собріно, Жан Гудьє та Сиріл Ольц — «Генсбур. Герой і хуліган»                                                                    | ★ Данієль Собріно, Жан Гудьє та Сиріл Ольц — «Генсбур. Герой і хуліган»        |
| Найкращий звук                   | • Філіп Барбо, Жером Вікяк та Флоран Лаваль — «Океани»                                                                                     |                                                                                |
| Найкращий звук                   | • Жан-Марі Блондель, Томас Дежонкер та Дін Гампфріс — «Примара»                                                                            |                                                                                |
| Найкращий звук                   | • Олів'є Мовезен, Северін Февріо та Стефан Тібо — «Турне»                                                                                  |                                                                                |
| Найкращий звук                   | • Жан-Жак Ферран, Вінсен Ґійон та Ерік Бонар — «Про людей і богів»                                                                         |                                                                                |
| Найкращий дебютний фільм         | | ★ Жоанн Сфар — «Генсбур. Герой і хуліган»                                      |
| Найкращий дебютний фільм         | • Паскаль Елбе — «Офірний цап» |                                                                                |
| Найкращий дебютний фільм         | • Паскаль Шомей — «Серцеїд» |                                                                                |
| Найкращий дебютний фільм         | • Жеральдін Накаш — «Все те, що виблискує»                                                                                                 |                                                                                |
| Найкращий дебютний фільм         | • Фабріс Гобер — «Симон Вернер зник...» |                                                                                |
| Найкращий короткометражний фільм | ★ «Океани» / Océans (реж.: Жак Перрен та Жак Клюзо)                                                                                        | ★ «Океани» / Océans (реж.: Жак Перрен та Жак Клюзо)                            |
| Найкращий короткометражний фільм | • «Ів Сен Лоран: Божевільне кохання» / L'amour fou (реж.: П'єр Торретон)                                                                   |                                                                                |
| Найкращий короткометражний фільм | • «Бенда Білілі!» / Benda Bilili! (реж.: Рено Беррет та Флоран де ла Тюляй)                                                                |                                                                                |
| Найкращий короткометражний фільм | • «Клівленд проти Волл-стріт» / Cleveland contre Wall Street (реж.: Жан-Стефан Брон)                                                       |                                                                                |
| Найкращий короткометражний фільм | • «В наших руках» / Entre nos mains (реж.: Маріана Отеро)                                                                                  |                                                                                |
| Найкращий короткометражний фільм | ★ «Логорама» / Logorama (реж.: Франсуа Ало, Ерве де Греці та Людовіґ Гоуплейн)                                                             | ★ «Логорама» / Logorama (реж.: Франсуа Ало, Ерве де Греці та Людовіґ Гоуплейн) |
| Найкращий короткометражний фільм | • «Хвойда і курча» / Une Pute et un Poussin (реж.: Клеман Мішель)                                                                          |                                                                                |
| Найкращий короткометражний фільм | • «Громадський транспорт» / Un transport en commun (реж.: Діана Ґайє)                                                                      |                                                                                |
| Найкращий короткометражний фільм | • «Месьє абат» / Monsieur l'abbé (реж.: Блондін Ленуар)                                                                                    |                                                                                |
| Найкращий короткометражний фільм | • «Маленький кравець» / Petit tailleur (реж.: Луї Гаррель)                                                                                 |                                                                                |
| Найкращий анімаційний фільм      | ★ «Ілюзіоніст» / L'illusionniste (реж.: Сільвен Шоме)                                                                                      | ★ «Ілюзіоніст» / L'illusionniste (реж.: Сільвен Шоме)                          |
| Найкращий анімаційний фільм      | • «Артур і війна двох світів» / Arthur et la guerre des deux mondes (реж.: Люк Бессон)                                                     |                                                                                |
| Найкращий анімаційний фільм      | • «Логорама» / Logorama (реж.: Франсуа Ало, Ерве де Греці та Людовіґ Гоуплейн)                                                             |                                                                                |
| Найкращий анімаційний фільм      | • «Людина у блакитному Гордіні» / L'homme à la Gordini (реж.: Жан-Крістоф Лі)                                                              |                                                                                |
| Найкращий анімаційний фільм      | • «Котяче життя» / Une vie de chat (реж.: Жан-Луп Фелісіолі)                                                                               |                                                                                |
| Найкращий фільм іноземною мовою  | США ★ «Соціальна мережа» / The Social Network (реж.: Девід Фінчер)                                                                         | США ★ «Соціальна мережа» / The Social Network (реж.: Девід Фінчер)             |
| Найкращий фільм іноземною мовою  | Австралія• «Яскрава зірка» / Bright Star (реж.: Джейн Кемпіон)                                                                             |                                                                                |
| Найкращий фільм іноземною мовою  | США• «Нескорений» / Invictus (реж.: Клінт Іствуд)                                                                                          |                                                                                |
| Найкращий фільм іноземною мовою  | Аргентина• «Таємниця в його очах» / El secreto de sus ojos (реж.: Хуан Хосе Кампанелья)                                                    |                                                                                |
| Найкращий фільм іноземною мовою  | США• «Початок» / Inception (реж.: Крістофер Нолан)                                                                                         |                                                                                |
| Найкращий фільм іноземною мовою  | Бельгія• «Нелегал» / Illégal (реж.: Олів'є Массе-Депасс)                                                                                   |                                                                                |
| Найкращий фільм іноземною мовою  | Канада• «Уявне кохання» / Les amours imaginaires (реж.: Ксав'є Долан)                                                                      |                                                                                |

### Спеціальні нагороди
| Нагорода         | Лауреати | Лауреати            |
| ---------------- | -------- | ------------------- |
| Почесний «Сезар» |          | ★ Квентін Тарантіно |